# Грађанска кућа у Ул. Драгчета Миловановића 34 у Алексинцу
Грађанска кућа у Ул. Драгчета Миловановића 34 се налази у Алексинцу. Саграђена је у другој половини 19. века и представља непокретно културно добро као споменик културе Србије.  

## Опште информације
Објекат је лоциран у оквиру ширег градског језгра. Саграђена је у другој половини 19. века као породична кућа за становање. Састоји из подрума и приземља са просторијама које се групишу око централног предсобља у функцији пространог хола. Прозори зграде на фасади обликовани су са надпрозорницама у виду сегментних лукова и уоквирени профилацијом у малтеру, са наглашеним парапетним венцима. Око прозора на фасади присутни су фрагменти рељефа са биљном орнаментиком. Дворишна ограда према улици којом је захваћен и део суседне парцеле се састоји од вертикалних стубаца од метала са декоративним испуком и капијом од ниских елемената, која је наручена у Пешти. Наведене архитектонске карактеристике ове грађанске куће указују на то да су и у унутрашњости тадашње Србије 19. века били присутни они облици који су се у то време развијали и ширили и Европом.
Уписана је у регистар Завода за заштиту споменика културе Ниш 1985. године.